# Canyonville
Canyonville är en stad i Douglas County i Oregon. Vid 2010 års folkräkning hade Canyonville 1 884 invånare.